# Zlatko Šnajder
Zlatko Šnajder (Obrež kraj Pećinaca, 5. ožujka 1903. - Zagreb, travanj 1931.) bio je hrvatski komunist i jedan od sedmorice sekretara SKOJ-a.
Rođen je 5. ožujka 1903. godine u Obrežu kraj Zemuna. Obitelj mu se isprva preselila u Slavonski Brod, a 1916. godine u Zagreb. Kao učenik Prve realne gimnazije u Zagrebu, postao je član Saveza komunističke omladine Jugoslavije. Ubrzo je napustio školovanje i potpuno se posvetio revolucionarnom radu.
Prvi put je bio uhićen 1920. godine, a u zatvoru je proveo šest mjeseci. Godinu dana poslije, ponovno je bio uhićen zbog „aktivne komunističke djelatnosti”. Uređivao je časopise „Omladinska borba” i „Mladi radnik”.
Godine 1924., izabran je za sekretara (tajnika) Centralnog komiteta (središnjeg odbora) SKOJ-a i predstavnika SKOJ-a u Centralnom komitetu Komunističke partije Jugoslavije.
Krajem 1926. godine, ponovno je uhićen i osuđen na godinu dana zatvora. Poslije nekog vremena, ponovno mu je suđeno i kazna povećana na pet godina. Kaznu je služio u zatvorima u Adi Ciganliji, Srijemskoj Mitrovici, Zenici i Lepoglavi.
Zbog posljedica pretrpljenih mučenjem u zeničkom zatvoru, teško se razbolio, pa je pušten na slobodu. Umro je u travnju 1931. godine u Zagrebu, od posljedica bolesti i mučenja.
Godine 1968. sahranjen je u Grobnici narodnih heroja na zagrebačkom groblju Mirogoju.